# Lucile Thibaudier
Lucile Thibaudier est une illustratrice française et dessinatrice de bande dessinée pour la jeunesse née le 9 janvier 1984 en Nord-Isère. Ses premiers travaux sont publiés en 2007.

## Biographie
Originaire du Nord Isère, Lucile Thibaudier est issue d'une mère bibliothécaire. Désireuse de devenir vétérinaire, elle entame d'abord des études scientifiques[Lesquelles ?] mais elle se réoriente et intègre l'école Émile-Cohl, où elle passe quatre ans et dont elle est diplômée en 2006 ; elle se déclare influencée par Caroline, Yoko Tsuno et Hans de Beer. Elle commence en 2007 sa carrière d'illustratrice avec un livre sur la sorcellerie : Grimoires, sortilèges et envoûtements, le manuel du sorcier. À partir de 2011, elle entreprend seule la série Pacotille, Ratapène et Comédon. Elle participe également à des ouvrages collectifs.
Elle s'associe avec l'auteur jeunesse Joris Chamblain, qui écrit pour elle la série Sorcières sorcières, première bande dessinée de l'autrice publiée à partir de 2013 ; il s'agit d'enquêtes, d'un « thriller sympathique évoluant dans un univers magique et familial ».
De nouveau avec Chamblain, elle dessine à partir de 2015 la série Enola & les animaux extraordinaires. Il s'agit d'une vétérinaire « dont la spécialité est les animaux des contes et légendes »,. Le volume 1, La gargouille qui partait en vadrouille, remporte le prix Prix Bull'gomme 53 en 2016.
En 2024 paraît le premier tome de la série BD jeunesse Nyota & les surveillants des étoiles qu'elle dessine et colorise, sur un scénario de Pierre Joly, Supernova, où Nyota, le jeune héros, décide « de partir sauver une planète en danger ».

## Œuvres

### Illustration
Sauf mention contraire, Lucile Thibaudier est illustratrice.
- Grimoires, sortilèges & envoûtements : le manuel du sorcier ou comment tout savoir au sujet des philtres d'amour, parfums d'envoûtement, miroirs et portraits ensorcelés et pactes diaboliques..., texte d'Édouard Brasey, Fetjaine, 2007  (ISBN 978-2-35425-016-4)
- Jusqu'aux portes de la ville : je les ai suivis, puis je suis reparti, texte d'Alexandra Chauvelon-Bueb, Éd. Bower, coll. «  Chemins d'ailleurs », 2007  (ISBN 978-2-35541-004-8)

### Texte et illustration
- Pacotille, Ratapène et Comédon, éd. Alpha book

1. Pacotille, Ratapène et Comédon, 2011  (ISBN 978-2-36421-006-6)
2. Le maudit sapin, 2011  (ISBN 978-2-36421-013-4)
3. La licorne guimauve, 2012  (ISBN 978-2-36421-024-0)

### Bande dessinée
- Sorcières sorcières, scénario de Joris Chamblain

1. Le mystère du jeteur de sorts [8], Bac@Bd, coll. Ôtalents, 2013  (ISBN 978-2-919274-11-6)
2. Le mystère des mangeurs d'histoires, Kennes, 2015  (ISBN 978-2-87580-180-7)
3. Le mystère des trois marchands[9], Kennes, 2016  (ISBN 978-2-87580-322-1)
4. Le mystère des fleurs de tempête, Kennes, 2017  (ISBN 978-2-87580-441-9)
5. Le Mystère du monstre noir, Kennes, 2019  (ISBN 978-2-87580-848-6)

- Enola & les animaux extraordinaires[10], scénario de Joris Chamblain, Les éditions de la Gouttière

1. La Gargouille qui partait en vadrouille[11], 2015  (ISBN 979-10-92111-18-7)
2. La licorne qui dépassait les bornes[12],[13], 2016  (ISBN 979-10-92111-28-6)
3. Le Kraken qui avait mauvaise haleine, 2017  (ISBN 979-10-92111-52-1)
4. Le yéti qui avait perdu l'appétit , 2018  (ISBN 979-10-92111-68-2)
5. Le loup-garou qui faisait d'une pierre deux coups, 2019  (ISBN 979-10-92111-91-0)
6. Le griffon qui avait une araignée au plafond, 2020  (ISBN 978-2-357-96025-1)

- Nyota & les surveillants des étoiles, scénario de Pierre Joly, Jungle

1. Supernova, 2024
2. Tectonique, 2025

## Récompenses
- 2014 : Festival de la Bulle d'Or, prix Bulle de Gône pour Sorcières Sorcières[14] ;
- 2015 : BDécines, prix du meilleur album jeunesse pour Enola[15]
- 2016 : Prix Bull'gomme 53, avec Joris Chamblain, pour La gargouille qui partait en vadrouille[2].